# Sergej Nazin
Sergej Anatol'evič Nazin (in russo Сергей Анатольевич Назин?; Buzuluk, 16 luglio 1987) è un tuffatore russo.

## Biografia
Ha partecipato ai Campionati europei di nuoto di Budapest 2010 gareggiando nel concorso della piattaforma 10 metri dove ha ottenuto il terzo piazzamento nel turno preliminare e concluso la gara con l'ottavo posto in finale.
Nel 2013 ha partecipato ai Campionati mondiali di nuoto di Barcellona ed è arrivato undicesimo sia nel trampolino 1 metro che nella piattaforma 10 metri.

## Palmarès
- Mondiali

Gwangju 2019: argento nella gara a squadre.
- Giochi mondiali militari

Wuhan 2019: bronzo nel sincro 10 m;